# John Klanac
John Klanac (* 20. Juli 1988 in Buffalo) ist US-amerikanischer Volleyballtrainer und ehemaliger Volleyballspieler.

## Karriere als Spieler
Klanac begann seine Volleyball-Karriere an der Orchard Park High School in seiner Heimatstadt. 2007 begann er sein Studium der Geschichtswissenschaft an der Ohio State University und spielte dort im Team der Buckeyes. 2011 gewann der Außenangreifer, der auch in der Junioren-Nationalmannschaft spielte, die US-amerikanische Universitätsmeisterschaft mit einem Finalsieg gegen die favorisierte Mannschaft der UC Santa Barbara. Damit endete seine Zeit an der Universität und da er nicht zum Beachvolleyball wechseln wollte, suchte er einen Verein in Europa. Schließlich verpflichtete der deutsche Bundesligist RWE Volleys Bottrop den US-Amerikaner. Klanac konnte den Abstieg der RWE Volleys aus der Bundesliga 2011/12 allerdings nicht verhindern. Zum Saisonende verließ er den Erstligisten und wechselte nach Finnland zu Kokkolan Tiikerit; dort wurde er 2013 finnischer Meister. In der Saison 2013 stand er beim belgischen Club Waremme VBC unter Vertrag. Ende 2013 ging er für fünf Monate nach Bahrain zum Al Nasser Sports Club in Juffair. Für die Saison 2014/15 wechselte er zu Știința Explorări Baia Mare in Rumänien. Von August 2015 bis zum Jahresende spielte er dann bei Patriotas de Lares in Puerto Rico.

## Trainer
Nach dem Ende seiner aktiven Karriere  war er bis Mitte 2017 zunächst ehrenamtlicher Assistenztrainer an der University at Buffalo, danach leitete er die Volleyball-Abteilung der University of Houston. Seit April 2018 ist er Assistenztrainer der Rice Owls, der Frauen-Volleyballmannschaft der Rice University in Houston.